# Fågelstation

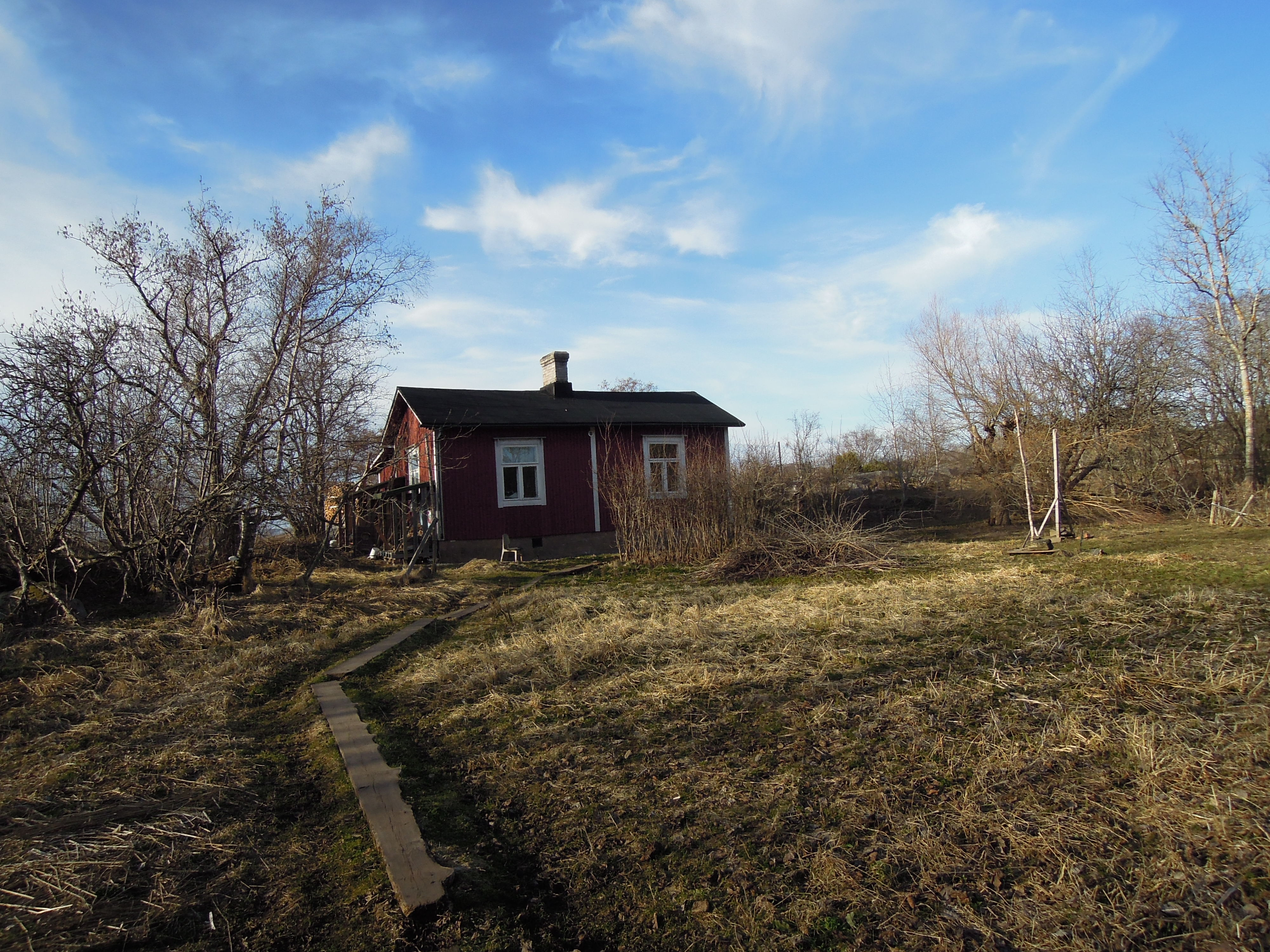
Hangö fågelstation

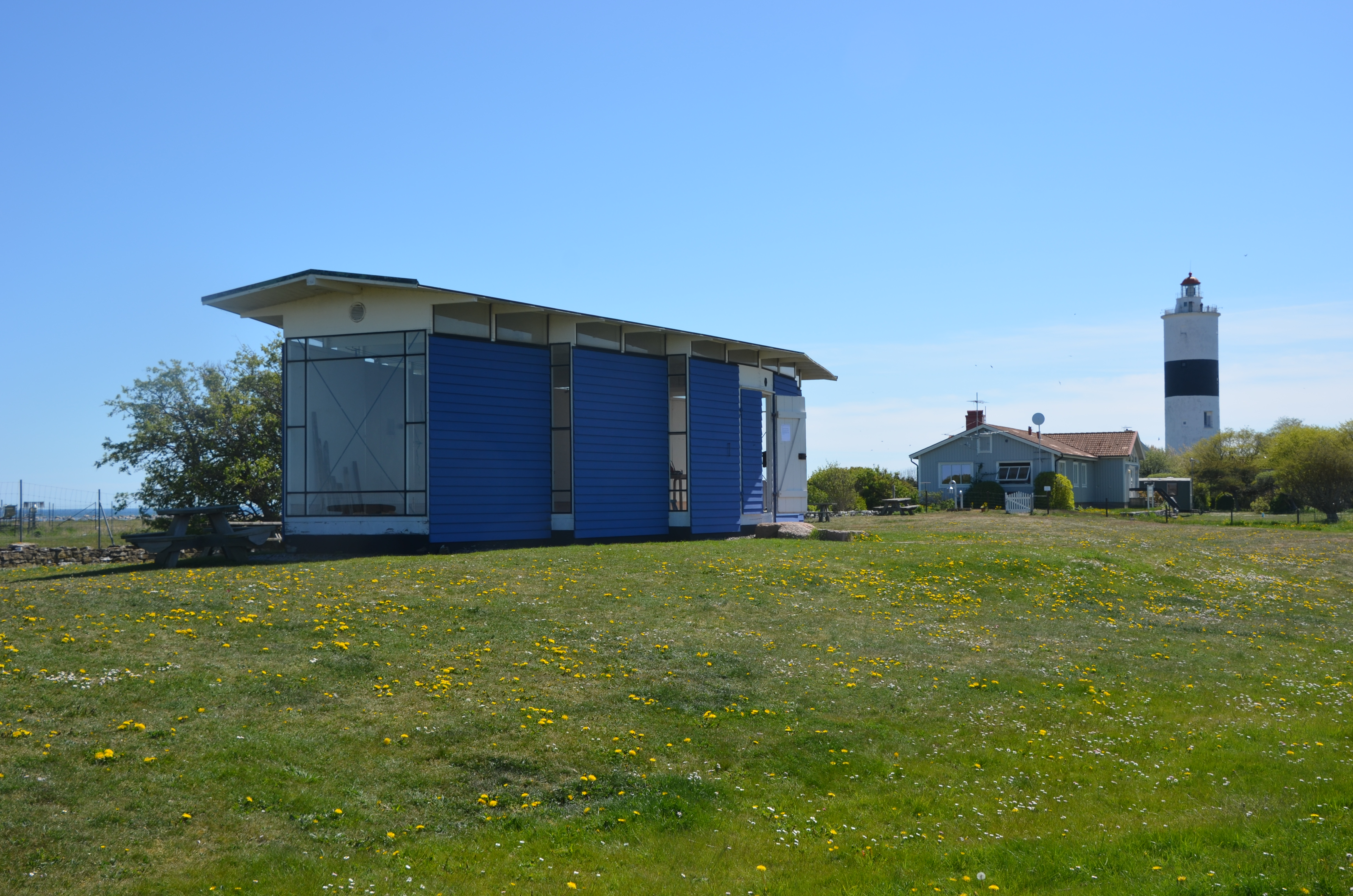
Ottenby gamla fågelmuseum

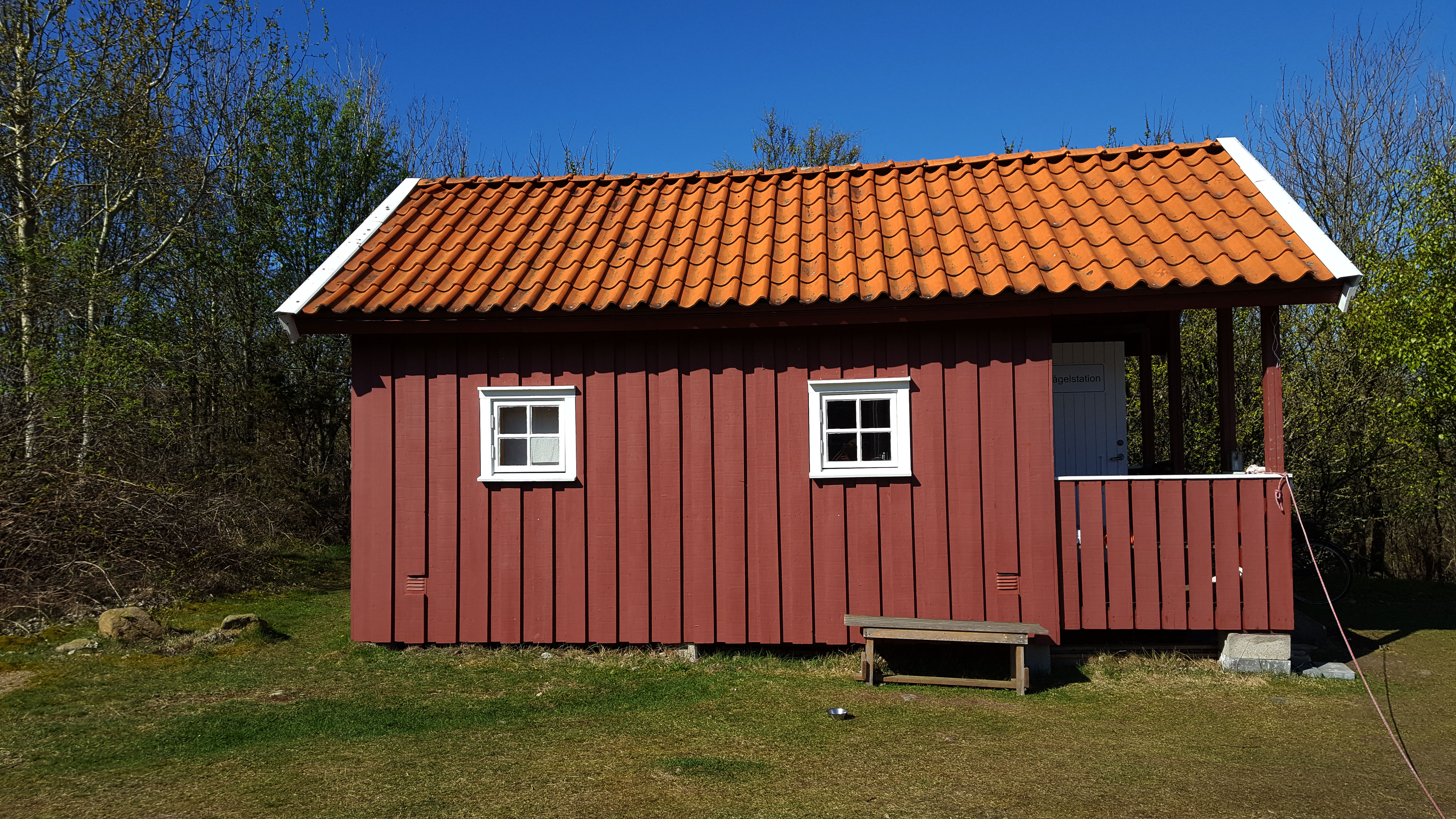
Grosshamns fältstation

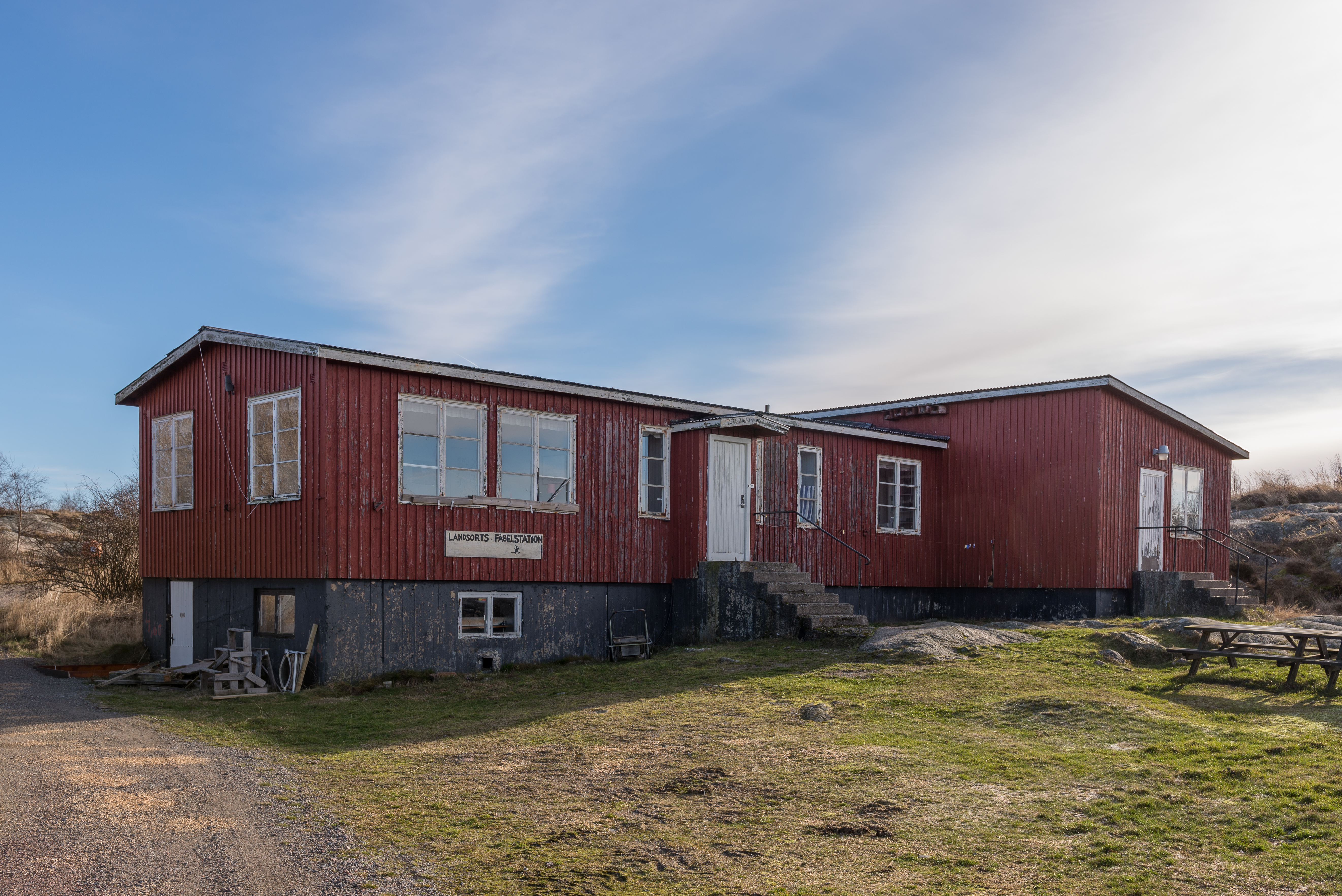
Landsorts fågelstation

En fågelstation är en forskningsstation där fåglar studeras, vanligen genom ringmärkning, räkning av sträckande flyttfåglar samt inventeringar av häckningsområden och rastplatser. Flertalet fågelstationer ligger längs med flyttstråken i kustnära områden eller intill stora sjöar och fokuserar på flyttfåglar, men ett fåtal är lokaliserade i inlandet och fokuserar huvudsakligen på fåglar som häckar i området. Naturvårdande åtgärder ingår i verksamheten. 
Kuststationerna har oftast verksamhet under fåglarnas vår- och höstflyttning och ibland under häckningssäsongen. Särskilt höstflyttningen kan på kuststationerna innebära stora fågelmängder. Inlandsstationerna har i regel sin mest aktiva period under häckningssäsongen, då olika inventerings- och ringmärkningsprojekt genomförs. 
Helgolands fågelstation på Helgoland var på mitten av 1800-talet en av världens första fågelstationer. Rossittens fågelstation (55°9′8.2″N 20°51′16.5″Ö / 55.152278°N 20.854583°Ö), som grundades 1901 av den tyske ornitologen Johannes Thienemann, var världens första fågelstation för kontinuerlig sträckräkning, ringmärkning och forskning om fåglar. I Norden var den första fågelstationen Signilskärs fågelstation på Åland 1929 och i Sverige Ottenby fågelstation på Öland 1946.

## Svenska fågelstationer
Flertalet svenska fågelstationer drivs huvudsakligen ideellt och en stor del, eller hela, arbetskraften består av frivilliga. Mer än 100 000 fåglar ringmärks årligen på dessa fågelstationer. Många gymnasieungdomar gör sitt specialarbete på en fågelstation och på en del stationer bedrivs specifika projekt i samarbete med universitet och högskolor.  Sammanlagt 17 000 fåglar ringmärktes 1990. En svensk fågelstation är även upprättad på Capri i Italien. 
Det finns drygt 20 fågelstationer i Sverige, varav den sydligaste i Falsterbo och den nordligaste vid Haparanda Sandskär:

- Eggegrunds fågelstation
- Falsterbo fågelstation
- Getteröns fågelstation
- Hammarö fågelstation
- Haparanda Sandskär fågelstation 65°33′55″N 23°45′03″Ö / 65.56528°N 23.75083°Ö
- Hartsö-Enskär fågelstation
- Hornborgasjöns fältstation
- Kvismare fågelstation
- Landsjöns fågelstation
- Landsorts fågelstation 58°44′47″N 17°51′58″Ö / 58.74639°N 17.86611°Ö
- Nedre Helgeåns fågelstation
- Nidingens fågelstation
- Ottenby fågelstation 56°11′49″N 16°23′56″Ö / 56.19694°N 16.39889°Ö
- Röda Grind fågelstation
- Stora Fjäderäggs fågelstation 63°48′28.6″N 21°0′3.6″Ö / 63.807944°N 21.001000°Ö
- Sundre fågelstation
- Tåkerns fältstation
- Utklippans fågelstation
- Torhamns fågelstation
- Umedeltats Fältstation
- Ånnsjöns fågelstation
- Grosshamns fältstation[2]

## Finländska fågelstationer
- Hangö fågelstation, Hangö 59°48′41″N 22°53′40″Ö / 59.81139°N 22.89444°Ö
- Signilskärs fågelstation, Hammarlands kommun, Åland 60°11′42″N 19°20′23″Ö / 60.19500°N 19.33972°Ö
- Lågskärs fågelstation, Lemlands kommun, Åland 59°50′28″N 19°54′44″Ö / 59.84111°N 19.91222°Ö
- Söderskär, Borgå
- Rönnskär, Kyrkslätt
- Jurmo, Pargas
- Lågskär, Lemland
- Luvian Säppi, Valsörarna i Korsholm
- Tankar, Karleby
- Tauvo, Siikajoki
- Raasio, Siilinjärvi
- Höytiäini, Joensuu
- Kirkkojärvi i Kangasala

## Estniska fågelstationer
- Kabli fågelstation, Kabli by, Häädemeeste 58°00′52″N 24°26′58″Ö / 58.01431°N 24.44942°Ö

## Ryska fågelstationer
- Rossittens fågelstation